# روبی د براکامنته
روبی د براکامنته (به اسپانیایی: Rubí de Bracamonte) یک شهرستان در اسپانیا است که در استان وایادولید واقع شده‌است.